# Nyadjiko
 (juillet 2021).
Si vous disposez d'ouvrages ou d'articles de référence ou si vous connaissez des sites web de qualité traitant du thème abordé ici, merci de compléter l'article en donnant les références utiles à sa vérifiabilité et en les liant à la section « Notes et références ».
Nyadjiko (anciennement Tommy Djibz ou Raphael Nyadjiko) né en février 1982, est un compositeur français.
Son style est fortement imprégné de musiques noires américaines classiques (R&B, soul, jazz) et de musique africaine. Il a notamment participé au développement de l'artiste Tayc et à la création de son style musical afrolov.

## Carrière
Compositeur actif depuis 2007, les premières productions de Nyadjiko se trouvent sur les albums de Sefyu, Kery James, puis Dry et Soprano. Il travaille alors avec Skalpovich et suit la tendance rap de la fin des années 2000 et début 2010, l'amenant a co-composer entièrement l'album Team BS ou à produire le titre Home de Médine feat Nassi.
Il passe ensuite brièvement par la pop et la variété, avec les titres Dessine de Florent Pagny, Elle m'a aimé de Kendji Girac, ainsi que plusieurs compositions pour Amir.
Il travaille avec de nombreux artistes comme Imen Es, Ocevne, Abou Tall, Abou Debeing, Barack Adama, Lefa, Soprano.

## Discographie
Nyadjiko apparait entre 2018 et 2021 sur une centaine de titres, comptant plusieurs singles certifiés dont 4 de diamants[pertinence contestée][Quand ?] :
- Meleğim de Soolking ft Dadju[3]
- My Salsa de Franglish ft Tory Lanez[4]
- N'y pense plus de Tayc
- Le temps de Tayc